# Onthophagus trituber
Onthophagus trituber es una especie de insecto del género Onthophagus, familia Scarabaeidae, orden Coleoptera.
Fue descrita científicamente por Wiedemann en 1823.